# Ips schmutzenhoferi
Ips schmutzenhoferi là một loài côn trùng trong họ Curculionidae. Loài này được Holzsch miêu tả khoa học đầu tiên.
Đây là loài gây hại của cây Abies densa, phát triển phổ biến ở Bhutan.